# Dole, Beljak
Dole (nemško Duel) je naselje Statutarnega mesta Beljak na Koroškem v Avstriji.